# Aaliyah Brown
Aaliyah Brown (née le 6 janvier 1995) est une athlète américaine, spécialiste des épreuves de sprint.

## Palmarès

### International
| Date | Compétition           | Lieu    | Résultat | Épreuve   | Temps   |
| ---- | --------------------- | ------- | -------- | --------- | ------- |
| 2017 | Championnats du monde | Londres | 1re      | 4 x 100 m | 41 s 82 |

## Records
| Épreuve | Performance | Lieu   | Date         |
| ------- | ----------- | ------ | ------------ |
| 100 m   | 11 s 01     | Eugene | 22 juin 2017 |